# بنیاد کوپرنیک برای ستاره‌شناسی لهستانی
بنیاد کوپرنیک برای ستاره‌شناسی لهستانی یک بنیاد علمی در لهستان است. هدف این بنیاد، پشتیبانی از ستاره‌شناسی در لهستان است. این هدف با ۱) پشتیبانی مالی از پژوهش‌ها و دستمزدها، ۲) گسترش دانش ستاره‌شناسی در جامعه و ۳) انگیزش جامعه ستاره‌شناسی کشور انجام می‌شود.
دفتر بنیاد کوپرنیک در شهر ورشو قرار دارد. بنیاد کوپرنیک برای ستاره‌شناسی لهستانی، ناشر ژورنال علمی داوری همتا آکتا آسترونومیکا است.